# Ervin Skela
Ervin Skela (Valona, 17 novembre 1976) è un allenatore di calcio ed ex calciatore albanese, di ruolo centrocampista.

## Carriera

### Club
Ha iniziato a giocare nel Flamurtari Valona, club della massima divisione albanese, per poi passare al Tirana.
Nel 1997 si trasferì in Germania, giocando sia in Bundesliga sia in seconda divisione con Union Berlino (1997-1999), Chemnitz (1999-2000), Waldhof Mannheim (2000-2001), Eintracht Francoforte (2001-2004), Arminia Bielefeld (2004-2005) e Kaiserslautern (2005-2006).
Dopo la retrocessione del Kaiserslautern in seconda divisione si è liberato dal club tedesco per passare all'Ascoli, nella Serie A italiana, a parametro zero. Firmato un contratto annuale, ha esordito in maglia bianconera il 9 settembre 2006 in Atalanta-Ascoli 3-1, non riuscendo poi a trovare spazio in squadra. Dopo essere stato impiegato solamente in 7 occasioni, a gennaio 2007 rescinde il contratto passando poi all'Energie Cottbus, tornando così in Bundesliga. Dopo due anni e mezzo a Cottbus si trasferisce nel Coblenza dove resta un solo anno, prima di tentare l'avventura nel campionato polacco con la maglia dell'Arka Gdynia.

### Nazionale
Nel 2000 debuttò con la nazionale albanese. Ha totalizzato 75 presenze e 13 gol, ed è al 4º posto nella classifica di tutti i tempi per quanto riguarda le presenze e al 3º posto per i gol dell'Albania.
Il 28 marzo 2001 ha realizzato quella che è tuttora su quattro incontri disputati l'unica rete realizzata dalla nazionale albanese all'Inghilterra.

## Statistiche

### Presenze e reti nei club
Statistiche aggiornate al 27 aprile 2019.
| Stagione                     | Squadra                      | Campionato                   | Campionato | Campionato | Coppe nazionali | Coppe nazionali | Coppe nazionali | Coppe continentali | Coppe continentali | Coppe continentali | Altre coppe | Altre coppe | Altre coppe | Totale | Totale |
| Stagione                     | Squadra                      | Comp                         | Pres       | Reti       | Comp            | Pres            | Reti            | Comp               | Pres               | Reti               | Comp        | Pres        | Reti        | Pres   | Reti   |
| ---------------------------- | ---------------------------- | ---------------------------- | ---------- | ---------- | --------------- | --------------- | --------------- | ------------------ | ------------------ | ------------------ | ----------- | ----------- | ----------- | ------ | ------ |
| 1992-1993                    | Flamurtari Valona            | KP                           | 20         | 2          | CA              | 0               | 0               | -                  | -                  | -                  | -           | -           | -           | 20     | 2      |
| 1993-1994                    | Tirana                       | KP                           | 4          | 0          | CA              | 0               | 0               | -                  | -                  | -                  | -           | -           | -           | 4      | 0      |
| 1994-gen. 1995               | Flamurtari Valona            | KP                           | 12         | 2          | CA              | 0               | 0               | -                  | -                  | -                  | -           | -           | -           | 12     | 2      |
| Totale Flamurtari Valona     | Totale Flamurtari Valona     | Totale Flamurtari Valona     | 32         | 4          |                 | 0               | 0               |                    | -                  | -                  |             | -           | -           | 32     | 4      |
| gen.-giu. 1995               | Union Berlino                | 3L                           | 11         | 1          | CG              | 0               | 0               | -                  | -                  | -                  | -           | -           | -           | 11     | 1      |
| 1995-1996                    | Union Berlino                | 3L                           | 18         | 3          | CG              | 0               | 0               | -                  | -                  | -                  | -           | -           | -           | 18     | 3      |
| 1996-1997                    | Union Berlino                | 3L                           | 28         | 4          | CG              | 0               | 0               | -                  | -                  | -                  | -           | -           | -           | 28     | 4      |
| Totale Union Berlino         | Totale Union Berlino         | Totale Union Berlino         | 57         | 8          |                 | 0               | 0               |                    | -                  | -                  |             | -           | -           | 57     | 8      |
| 1997-1998                    | Erzgebirge Aue               | 3L                           | 33         | 6          | CG              | 0               | 0               | -                  | -                  | -                  | -           | -           | -           | 33     | 6      |
| 1998-1999                    | Erzgebirge Aue               | 3L                           | 14         | 1          | CG              | 0               | 0               | -                  | -                  | -                  | -           | -           | -           | 14     | 1      |
| Totale Erzgebirge Aue        | Totale Erzgebirge Aue        | Totale Erzgebirge Aue        | 47         | 7          |                 | 0               | 0               |                    | -                  | -                  |             | -           | -           | 47     | 7      |
| 1999-2000                    | Chemnitz                     | 2L                           | 32         | 8          | CG              | 3               | 1               | -                  | -                  | -                  | -           | -           | -           | 35     | 9      |
| 2000-gen. 2001               | Chemnitz                     | 2L                           | 18         | 3          | CG              | 1               | 1               | -                  | -                  | -                  | -           | -           | -           | 19     | 4      |
| Totale Chemnitzer            | Totale Chemnitzer            | Totale Chemnitzer            | 50         | 11         |                 | 4               | 2               |                    | -                  | -                  |             | -           | -           | 54     | 13     |
| gen.-giu. 2001               | Waldhof Mannheim             | 2L                           | 15         | 3          | CG              | 0               | 0               | -                  | -                  | -                  | -           | -           | -           | 15     | 3      |
| 2001-2002                    | Eintracht Francoforte        | 2L                           | 29         | 8          | CG              | 3               | 1               | -                  | -                  | -                  | -           | -           | -           | 32     | 9      |
| 2002-2003                    | Eintracht Francoforte        | 2L                           | 33         | 10         | CG              | 2               | 1               | -                  | -                  | -                  | -           | -           | -           | 35     | 11     |
| 2003-2004                    | Eintracht Francoforte        | BL                           | 30         | 8          | CG              | 2               | 0               | -                  | -                  | -                  | -           | -           | -           | 32     | 8      |
| Totale Eintracht Francoforte | Totale Eintracht Francoforte | Totale Eintracht Francoforte | 92         | 26         |                 | 7               | 2               |                    | -                  | -                  |             | -           | -           | 99     | 28     |
| 2004-2005                    | Arminia Bielefeld            | BL                           | 32         | 0          | CG              | 5               | 3               | -                  | -                  | -                  | -           | -           | -           | 37     | 3      |
| 2005-2006                    | Kaiserslautern               | BL                           | 34         | 4          | CG              | 3               | 0               | -                  | -                  | -                  | -           | -           | -           | 37     | 4      |
| 2006-gen. 2007               | Ascoli                       | A                            | 7          | 0          | CI              | 0               | 0               | -                  | -                  | -                  | -           | -           | -           | 7      | 0      |
| gen.-giu. 2007               | Energie Cottbus              | BL                           | 7          | 0          | CG              | 0               | 0               | -                  | -                  | -                  | -           | -           | -           | 7      | 0      |
| 2007-2008                    | Energie Cottbus              | BL                           | 34         | 7          | CG              | 0               | 0               | -                  | -                  | -                  | -           | -           | -           | 34     | 7      |
| 2008-2009                    | Energie Cottbus              | BL                           | 31+2       | 2+0        | CG              | 3               | 3               | -                  | -                  | -                  | -           | -           | -           | 36     | 5      |
| Totale Energie Cottbus       | Totale Energie Cottbus       | Totale Energie Cottbus       | 72+2       | 9+0        |                 | 3               | 3               |                    | -                  | -                  |             | -           | -           | 77     | 12     |
| 2009-2010                    | Coblenza                     | 2L                           | 18         | 0          | CG              | 1               | 0               | -                  | -                  | -                  | -           | -           | -           | 19     | 0      |
| feb.-mar. 2011               | Germania Windeck             | 5L                           | 0          | 0          | CG              | 0               | 0               | -                  | -                  | -                  | -           | -           | -           | 0      | 0      |
| mar.-giu. 2011               | Arka Gdynia                  | EK                           | 5          | 0          | CP              | 0               | 0               | -                  | -                  | -                  | -           | -           | -           | 5      | 0      |
| gen.-giu. 2014               | Hanau                        | 8L                           | 0          | 0          | CG              | 0               | 0               | -                  | -                  | -                  | -           | -           | -           | 0      | 0      |
| 2014-2015                    | Hanau                        | 8L                           | 0          | 0          | CG              | 0               | 0               | -                  | -                  | -                  | -           | -           | -           | 0      | 0      |
| 2015-2016                    | Hanau                        | 7L                           | 0          | 0          | CG              | 0               | 0               | -                  | -                  | -                  | -           | -           | -           | 0      | 0      |
| 2016-2017                    | Hanau                        | 7L                           | 0          | 0          | CG              | 0               | 0               | -                  | -                  | -                  | -           | -           | -           | 0      | 0      |
| 2017-2018                    | Hanau                        | 6L                           | 7          | 2          | CG              | 0               | 0               | -                  | -                  | -                  | -           | -           | -           | 7      | 2      |
| 2018-2019                    | Hanau                        | 6L                           | 2          | 0          | CG              | 0               | 0               | -                  | -                  | -                  | -           | -           | -           | 2      | 0      |
| Totale Hanau                 | Totale Hanau                 | Totale Hanau                 | 9          | 2          |                 | 0               | 0               |                    | -                  | -                  |             | -           | -           | 9      | 2      |
| Totale carriera              | Totale carriera              | Totale carriera              | 474+2      | 74+0       |                 | 23              | 10              |                    | -                  | -                  |             | -           | -           | 499    | 84     |

### Cronologia presenze e reti in nazionale
| Cronologia completa delle presenze e delle reti in nazionale ― Albania | Cronologia completa delle presenze e delle reti in nazionale ― Albania | Cronologia completa delle presenze e delle reti in nazionale ― Albania | Cronologia completa delle presenze e delle reti in nazionale ― Albania | Cronologia completa delle presenze e delle reti in nazionale ― Albania | Cronologia completa delle presenze e delle reti in nazionale ― Albania | Cronologia completa delle presenze e delle reti in nazionale ― Albania | Cronologia completa delle presenze e delle reti in nazionale ― Albania |
| Data                                                                   | Città                                                                  | In casa                                                                | Risultato                                                              | Ospiti                                                                 | Competizione                                                           | Reti                                                                   | Note                                                                   |
| ---------------------------------------------------------------------- | ---------------------------------------------------------------------- | ---------------------------------------------------------------------- | ---------------------------------------------------------------------- | ---------------------------------------------------------------------- | ---------------------------------------------------------------------- | ---------------------------------------------------------------------- | ---------------------------------------------------------------------- |
| 15-8-2000                                                              | Tirana                                                                 | Albania                                                                | 0 – 0                                                                  | Cipro                                                                  | Amichevole                                                             | -                                                                      |                                                                        |
| 2-9-2000                                                               | Helsinki                                                               | Finlandia                                                              | 2 – 1                                                                  | Albania                                                                | Qual. Mondiali 2002                                                    | -                                                                      | 46’                                                                    |
| 11-10-2000                                                             | Scutari                                                                | Albania                                                                | 2 – 0                                                                  | Grecia                                                                 | Qual. Mondiali 2002                                                    | -                                                                      |                                                                        |
| 15-11-2000                                                             | Tirana                                                                 | Albania                                                                | 3 – 0                                                                  | Malta                                                                  | Amichevole                                                             | -                                                                      |                                                                        |
| 24-3-2001                                                              | Leverkusen                                                             | Germania                                                               | 2 – 1                                                                  | Albania                                                                | Qual. Mondiali 2002                                                    | -                                                                      |                                                                        |
| 28-3-2001                                                              | Tirana                                                                 | Albania                                                                | 1 – 3                                                                  | Inghilterra                                                            | Qual. Mondiali 2002                                                    | -                                                                      | 90’                                                                    |
| 25-4-2001                                                              | Gaziantep                                                              | Turchia                                                                | 0 – 2                                                                  | Albania                                                                | Amichevole                                                             | 1                                                                      |                                                                        |
| 2-6-2001                                                               | Heraklion                                                              | Grecia                                                                 | 1 – 0                                                                  | Albania                                                                | Qual. Mondiali 2002                                                    | -                                                                      | 77’                                                                    |
| 6-6-2001                                                               | Tirana                                                                 | Albania                                                                | 0 – 2                                                                  | Germania                                                               | Qual. Mondiali 2002                                                    | -                                                                      | 60’                                                                    |
| 29-3-2003                                                              | Scutari                                                                | Albania                                                                | 3 – 1                                                                  | Russia                                                                 | Qual. Euro 2004                                                        | -                                                                      | 85’                                                                    |
| 2-4-2003                                                               | Tirana                                                                 | Albania                                                                | 0 – 0                                                                  | Irlanda                                                                | Qual. Euro 2004                                                        | -                                                                      | 85’                                                                    |
| 30-4-2003                                                              | Sofia                                                                  | Bulgaria                                                               | 2 – 0                                                                  | Albania                                                                | Amichevole                                                             | -                                                                      | 83’                                                                    |
| 7-6-2003                                                               | Dublino                                                                | Irlanda                                                                | 2 – 1                                                                  | Albania                                                                | Qual. Euro 2004                                                        | 1                                                                      |                                                                        |
| 11-6-2003                                                              | Lancy                                                                  | Svizzera                                                               | 3 – 2                                                                  | Albania                                                                | Qual. Euro 2004                                                        | 1                                                                      |                                                                        |
| 20-8-2003                                                              | Prilep                                                                 | Macedonia                                                              | 3 – 1                                                                  | Albania                                                                | Amichevole                                                             | 1                                                                      |                                                                        |
| 6-9-2003                                                               | Tbilisi                                                                | Georgia                                                                | 3 – 0                                                                  | Albania                                                                | Qual. Euro 2004                                                        | -                                                                      |                                                                        |
| 11-10-2003                                                             | Lisbona                                                                | Portogallo                                                             | 5 – 3                                                                  | Albania                                                                | Amichevole                                                             | -                                                                      |                                                                        |
| 15-11-2003                                                             | Scutari                                                                | Albania                                                                | 2 – 0                                                                  | Estonia                                                                | Amichevole                                                             | -                                                                      | 46’                                                                    |
| 18-2-2004                                                              | Tirana                                                                 | Albania                                                                | 2 – 1                                                                  | Svezia                                                                 | Amichevole                                                             | 1                                                                      |                                                                        |
| 31-3-2004                                                              | Scutari                                                                | Albania                                                                | 2 – 1                                                                  | Islanda                                                                | Amichevole                                                             | -                                                                      | 63’                                                                    |
| 28-4-2004                                                              | Tallinn                                                                | Estonia                                                                | 1 – 1                                                                  | Albania                                                                | Amichevole                                                             | -                                                                      | 46’ 84’                                                                |
| 18-8-2004                                                              | Limassol                                                               | Cipro                                                                  | 2 – 1                                                                  | Albania                                                                | Amichevole                                                             | -                                                                      |                                                                        |
| 4-9-2004                                                               | Tirana                                                                 | Albania                                                                | 2 – 1                                                                  | Grecia                                                                 | Qual. Mondiali 2006                                                    | -                                                                      |                                                                        |
| 8-9-2004                                                               | Tbilisi                                                                | Georgia                                                                | 2 – 0                                                                  | Albania                                                                | Qual. Mondiali 2006                                                    | -                                                                      |                                                                        |
| 9-10-2004                                                              | Tirana                                                                 | Albania                                                                | 0 – 2                                                                  | Danimarca                                                              | Qual. Mondiali 2006                                                    | -                                                                      |                                                                        |
| 13-10-2004                                                             | Almaty                                                                 | Kazakistan                                                             | 0 – 1                                                                  | Albania                                                                | Qual. Mondiali 2006                                                    | -                                                                      |                                                                        |
| 9-2-2005                                                               | Tirana                                                                 | Albania                                                                | 0 – 2                                                                  | Ucraina                                                                | Qual. Mondiali 2006                                                    | -                                                                      |                                                                        |
| 26-3-2005                                                              | Istanbul                                                               | Turchia                                                                | 2 – 0                                                                  | Albania                                                                | Qual. Mondiali 2006                                                    | -                                                                      |                                                                        |
| 30-3-2005                                                              | Pireo                                                                  | Grecia                                                                 | 2 – 0                                                                  | Albania                                                                | Qual. Mondiali 2006                                                    | -                                                                      |                                                                        |
| 29-5-2005                                                              | Stettino                                                               | Polonia                                                                | 1 – 0                                                                  | Albania                                                                | Amichevole                                                             | -                                                                      | 65’                                                                    |
| 4-6-2005                                                               | Scutari                                                                | Albania                                                                | 3 – 2                                                                  | Georgia                                                                | Qual. Mondiali 2006                                                    | 1                                                                      | 85’                                                                    |
| 8-6-2005                                                               | Copenaghen                                                             | Danimarca                                                              | 3 – 1                                                                  | Albania                                                                | Qual. Mondiali 2006                                                    | -                                                                      | 66’                                                                    |
| 17-8-2005                                                              | Tirana                                                                 | Albania                                                                | 2 – 1                                                                  | Azerbaigian                                                            | Amichevole                                                             | -                                                                      | 46’                                                                    |
| 3-9-2005                                                               | Tirana                                                                 | Albania                                                                | 2 – 1                                                                  | Kazakistan                                                             | Qual. Mondiali 2006                                                    | -                                                                      |                                                                        |
| 8-10-2005                                                              | Dnipropetrovsk                                                         | Ucraina                                                                | 2 – 2                                                                  | Albania                                                                | Qual. Mondiali 2006                                                    | -                                                                      |                                                                        |
| 12-10-2005                                                             | Tirana                                                                 | Albania                                                                | 0 – 1                                                                  | Turchia                                                                | Qual. Mondiali 2006                                                    | -                                                                      |                                                                        |
| 1-3-2006                                                               | Tirana                                                                 | Albania                                                                | 1 – 2                                                                  | Lituania                                                               | Amichevole                                                             | -                                                                      | 46’                                                                    |
| 22-3-2006                                                              | Tirana                                                                 | Albania                                                                | 0 – 0                                                                  | Georgia                                                                | Amichevole                                                             | -                                                                      | 46’                                                                    |
| 16-8-2006                                                              | Serravalle                                                             | San Marino                                                             | 0 – 3                                                                  | Albania                                                                | Amichevole                                                             | 1                                                                      |                                                                        |
| 2-9-2006                                                               | Minsk                                                                  | Bielorussia                                                            | 2 – 2                                                                  | Albania                                                                | Qual. Euro 2008                                                        | 1                                                                      | 74’                                                                    |
| 6-9-2006                                                               | Tirana                                                                 | Albania                                                                | 0 – 2                                                                  | Romania                                                                | Qual. Euro 2008                                                        | -                                                                      | 68’                                                                    |
| 11-10-2006                                                             | Amsterdam                                                              | Paesi Bassi                                                            | 2 – 1                                                                  | Albania                                                                | Qual. Euro 2008                                                        | -                                                                      |                                                                        |
| 2-6-2007                                                               | Tirana                                                                 | Albania                                                                | 2 – 0                                                                  | Lussemburgo                                                            | Qual. Euro 2008                                                        | -                                                                      | 39’                                                                    |
| 6-6-2007                                                               | Lussemburgo                                                            | Lussemburgo                                                            | 0 – 3                                                                  | Albania                                                                | Qual. Euro 2008                                                        | 1                                                                      | 13’ 60’                                                                |
| 22-8-2007                                                              | Tirana                                                                 | Albania                                                                | 3 – 0                                                                  | Malta                                                                  | Amichevole                                                             | -                                                                      | 46’                                                                    |
| 13-10-2007                                                             | Celje                                                                  | Slovenia                                                               | 0 – 0                                                                  | Albania                                                                | Qual. Euro 2008                                                        | -                                                                      | 90+1’                                                                  |
| 17-10-2007                                                             | Tirana                                                                 | Albania                                                                | 1 – 1                                                                  | Bulgaria                                                               | Qual. Euro 2008                                                        | -                                                                      |                                                                        |
| 17-11-2007                                                             | Tirana                                                                 | Albania                                                                | 2 – 4                                                                  | Bielorussia                                                            | Qual. Euro 2008                                                        | -                                                                      | 53’                                                                    |
| 21-11-2007                                                             | Bucarest                                                               | Romania                                                                | 6 – 1                                                                  | Albania                                                                | Qual. Euro 2008                                                        | -                                                                      |                                                                        |
| 27-5-2008                                                              | Reutlingen                                                             | Albania                                                                | 0 – 1                                                                  | Polonia                                                                | Amichevole                                                             | -                                                                      |                                                                        |
| 20-8-2008                                                              | Tirana                                                                 | Albania                                                                | 2 – 0                                                                  | Liechtenstein                                                          | Amichevole                                                             | -                                                                      | 46’                                                                    |
| 6-9-2008                                                               | Tirana                                                                 | Albania                                                                | 0 – 0                                                                  | Svezia                                                                 | Qual. Mondiali 2010                                                    | -                                                                      | 82’                                                                    |
| 10-9-2008                                                              | Tirana                                                                 | Albania                                                                | 3 – 0                                                                  | Malta                                                                  | Qual. Mondiali 2010                                                    | -                                                                      |                                                                        |
| 11-10-2008                                                             | Budapest                                                               | Ungheria                                                               | 2 – 0                                                                  | Albania                                                                | Qual. Mondiali 2010                                                    | -                                                                      | 81’                                                                    |
| 15-10-2008                                                             | Braga                                                                  | Portogallo                                                             | 0 – 0                                                                  | Albania                                                                | Qual. Mondiali 2010                                                    | -                                                                      |                                                                        |
| 19-11-2008                                                             | Baku                                                                   | Azerbaigian                                                            | 1 – 1                                                                  | Albania                                                                | Amichevole                                                             | 1                                                                      | 35’                                                                    |
| 11-2-2009                                                              | Ta' Qali                                                               | Malta                                                                  | 0 – 0                                                                  | Albania                                                                | Qual. Mondiali 2010                                                    | -                                                                      |                                                                        |
| 28-3-2009                                                              | Tirana                                                                 | Albania                                                                | 0 – 1                                                                  | Ungheria                                                               | Qual. Mondiali 2010                                                    | -                                                                      |                                                                        |
| 1-4-2009                                                               | Copenaghen                                                             | Danimarca                                                              | 3 – 0                                                                  | Albania                                                                | Qual. Mondiali 2010                                                    | -                                                                      |                                                                        |
| 6-6-2009                                                               | Tirana                                                                 | Albania                                                                | 1 – 2                                                                  | Portogallo                                                             | Qual. Mondiali 2010                                                    | -                                                                      | 90+3’                                                                  |
| 12-8-2009                                                              | Tirana                                                                 | Albania                                                                | 6 – 1                                                                  | Cipro                                                                  | Amichevole                                                             | 2                                                                      | 66’                                                                    |
| 9-9-2009                                                               | Tirana                                                                 | Albania                                                                | 1 – 1                                                                  | Danimarca                                                              | Qual. Mondiali 2010                                                    | -                                                                      | 84’                                                                    |
| 14-10-2009                                                             | Solna                                                                  | Svezia                                                                 | 4 – 1                                                                  | Albania                                                                | Qual. Mondiali 2010                                                    | -                                                                      |                                                                        |
| 14-11-2009                                                             | Tallinn                                                                | Estonia                                                                | 0 – 0                                                                  | Albania                                                                | Amichevole                                                             | -                                                                      |                                                                        |
| 3-3-2010                                                               | Tirana                                                                 | Albania                                                                | 1 – 0                                                                  | Irlanda del Nord                                                       | Amichevole                                                             | 1                                                                      | 81’                                                                    |
| 25-5-2010                                                              | Podgorica                                                              | Montenegro                                                             | 0 – 1                                                                  | Albania                                                                | Amichevole                                                             | -                                                                      | 15’                                                                    |
| 2-6-2010                                                               | Tirana                                                                 | Albania                                                                | 1 – 0                                                                  | Andorra                                                                | Amichevole                                                             | -                                                                      |                                                                        |
| 3-9-2010                                                               | Bucarest                                                               | Romania                                                                | 1 – 1                                                                  | Albania                                                                | Qual. Euro 2012                                                        | -                                                                      | 79’                                                                    |
| 7-9-2010                                                               | Durazzo                                                                | Albania                                                                | 1 – 0                                                                  | Lussemburgo                                                            | Qual. Euro 2012                                                        | -                                                                      |                                                                        |
| 8-10-2010                                                              | Tirana                                                                 | Albania                                                                | 1 – 1                                                                  | Bosnia ed Erzegovina                                                   | Qual. Euro 2012                                                        | -                                                                      | 46’                                                                    |
| 12-10-2010                                                             | Adalia                                                                 | Bielorussia                                                            | 2 – 0                                                                  | Albania                                                                | Qual. Euro 2012                                                        | -                                                                      | 42’ 81’                                                                |
| 26-3-2011                                                              | Tirana                                                                 | Albania                                                                | 1 – 0                                                                  | Bielorussia                                                            | Qual. Euro 2012                                                        | -                                                                      | 46’                                                                    |
| 7-6-2011                                                               | Bosnia                                                                 | Bosnia ed Erzegovina                                                   | 2 – 0                                                                  | Albania                                                                | Qual. Euro 2012                                                        | -                                                                      |                                                                        |
| 2-9-2011                                                               | Tirana                                                                 | Albania                                                                | 1 – 2                                                                  | Francia                                                                | Qual. Euro 2012                                                        | -                                                                      | 46’                                                                    |
| 6-9-2011                                                               | Lussemburgo                                                            | Lussemburgo                                                            | 2 – 1                                                                  | Albania                                                                | Qual. Euro 2012                                                        | -                                                                      |                                                                        |
| Totale                                                                 |                                                                        | Presenze (6º posto)                                                    | 75                                                                     |                                                                        | Reti (3º posto)                                                        | 13                                                                     |                                                                        |

| Cronologia completa delle presenze e delle reti in nazionale (Partite non ufficiali) ― Albania | Cronologia completa delle presenze e delle reti in nazionale (Partite non ufficiali) ― Albania | Cronologia completa delle presenze e delle reti in nazionale (Partite non ufficiali) ― Albania | Cronologia completa delle presenze e delle reti in nazionale (Partite non ufficiali) ― Albania | Cronologia completa delle presenze e delle reti in nazionale (Partite non ufficiali) ― Albania | Cronologia completa delle presenze e delle reti in nazionale (Partite non ufficiali) ― Albania | Cronologia completa delle presenze e delle reti in nazionale (Partite non ufficiali) ― Albania | Cronologia completa delle presenze e delle reti in nazionale (Partite non ufficiali) ― Albania |
| Data                                                                                           | Città                                                                                          | In casa                                                                                        | Risultato                                                                                      | Ospiti                                                                                         | Competizione                                                                                   | Reti                                                                                           | Note                                                                                           |
| ---------------------------------------------------------------------------------------------- | ---------------------------------------------------------------------------------------------- | ---------------------------------------------------------------------------------------------- | ---------------------------------------------------------------------------------------------- | ---------------------------------------------------------------------------------------------- | ---------------------------------------------------------------------------------------------- | ---------------------------------------------------------------------------------------------- | ---------------------------------------------------------------------------------------------- |
| 6-9-2002                                                                                       | Kosovska Mitrovica                                                                             | Kosovo                                                                                         | 0 – 1                                                                                          | Albania                                                                                        | Amichevole                                                                                     | -                                                                                              | 71’                                                                                            |
| Totale                                                                                         |                                                                                                | Presenze                                                                                       | 1                                                                                              |                                                                                                | Reti                                                                                           | 0                                                                                              |                                                                                                |

## Palmarès

### Giocatore

#### Club
- Coppa d'Albania: 1

Tirana: 1993-1994

#### Individuale
- Calciatore albanese dell'anno: 1

2008